# Аллен, Раймонда
Раймонда Жанна Симона Аллен (фр. Raymonde Allain; 22 июня 1912, Париж — 27 июля 2008, там же) — французская актриса
, модель, победительница национального конкурса красоты Мисс Франция 1927.

## Биография

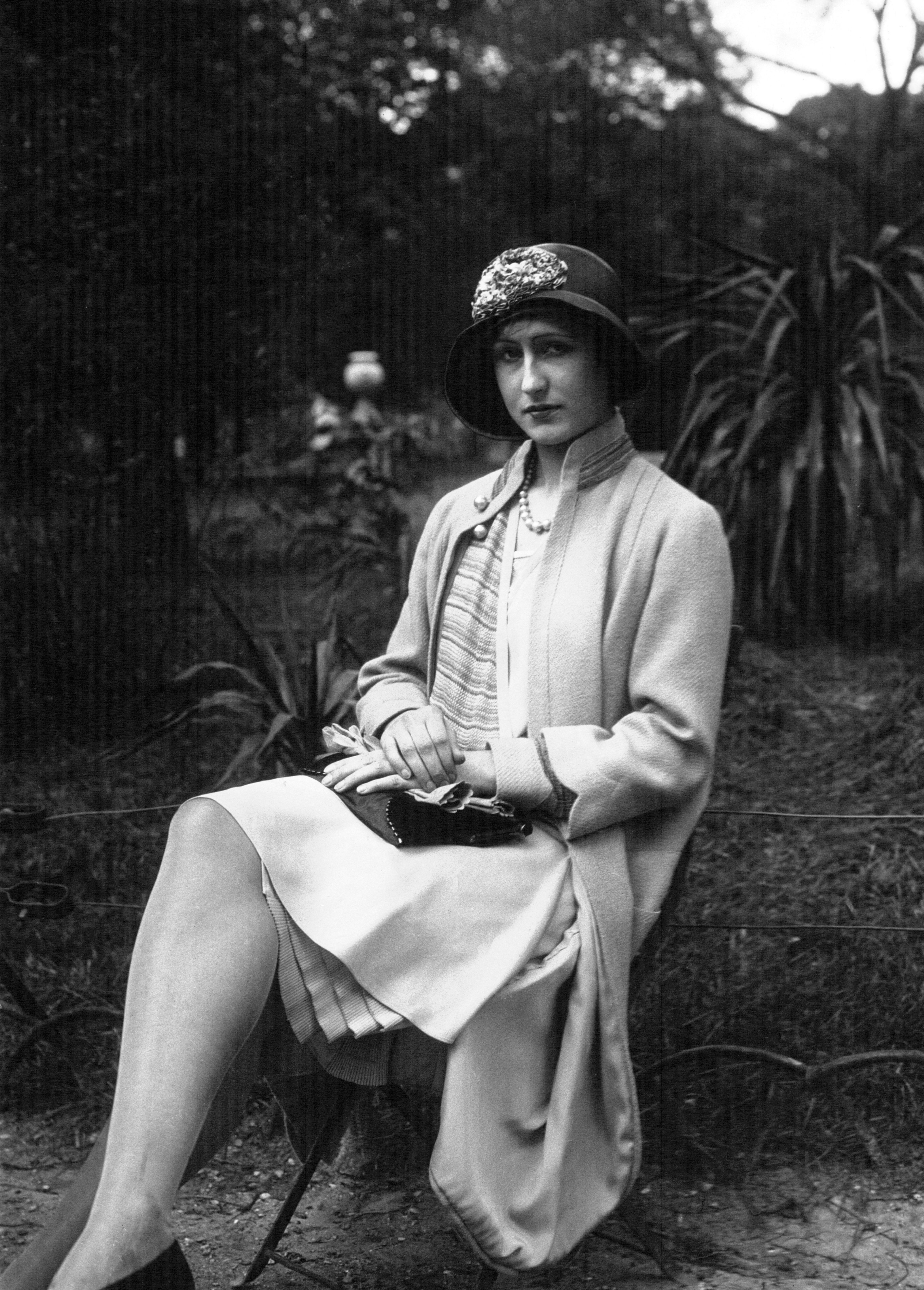
Раймонда Аллен

Родилась в семье актёра. В 1927 году выиграла в конкурсе Мисс Бретань.
В мае 1927 года стала 4-й победительницей национального конкурса красоты Мисс Франция.
Свободно владела английским языком. В том же году приняла участие в международном конкурсе красоты International Pageant of Pulchritude в г. Галвестон (Техас).
В 1938 году вышла замуж за французского пианиста и композитора русского происхождения Алека Синявина (1906—1996). В 1955 году в Нью-Йорке познакомилась с Эдит Пиаф, которая пригласила её поучаствовать в нескольких выступлениях, В том же году она стала ведущей популярного шоу в США, которое длилось в течение 7 лет.
Работала ведущей на американском телевидении несколько кулинарных, туристических и образовательных программ. Её карьера закончилась в 1974 году
Снялась в 11 кинофильмах. Играла в театре, выступала в опереттах и шоу.
В 1981 году вернулась во Францию.

## Фильмография
- 1928 : Les Rigolos
- 1932 : La Poule
- 1933 : Rien que des mensonges
- 1933 : Туннель / Le Tunnel
- 1933 : Iris perdue et retrouvée
- 1934 : Le Voyage de monsieur Perrichon
- 1937 : Жемчужины в короне / Les Perles de la couronne
- 1938 : Remontons les Champs-Élysées
- 1939 : Entente cordiale
- 1950 : La Valse de Paris
- 1974 : Le Tribunal de l’impossible

## Телепрограммы
- Good Morning USA (1952)
- Trailer (1952—1954)
- Bonne Appétit (1956—1963)
- Guide Michelin (1960)
- Discover (1965—1970)
- Good Morning America (1970—1973)
- Last Night (1980)